# 北朝鮮における死刑
北朝鮮における死刑（きたちょうせんにおけるしけい）では、朝鮮民主主義人民共和国における死刑について解説する。

## 概要
北朝鮮での死刑が執行されたという報告の多くは、北朝鮮からの脱北者へのインタビュー、北朝鮮からのメディア分析、情報機関による機密情報の分析、衛星画像に基づいている。
金正日は幹部の密告が正しかった場合、対象者の粛清後に密告者に褒美を与え、抜擢することによって幹部に忠誠心を植え付けていたが、金正恩は密告が正しかった場合でも対象者の粛清後に密告者も粛清する（金正男暗殺事件の実行役4人を帰国直後に抹殺するよう命じたとされている）。そのため幹部は粛清回避のために仮病を使い、現地指導随行を避けようとするが、監視の目が怖くて現地指導に随行することになり、外側からは出世街道に乗っているように見えても、いかに体制に忠誠を誓っていても、ある日突然死刑となる可能性があるために一寸先は闇とされている。
国連総会第3委員会は公開処刑も含めた北朝鮮政府による多くの人権侵害の報告に「非常に深刻な懸念」を表明し、50カ国以上が共同提案した決議案を採択し、192加盟国による国連総会における最終投票に付せられた。
1987年に脱北した金萬鐵によれば、清津市では1年に1回公開裁判があり、城の堀の岸など屋外での裁判の場所を決め、バスの停留所や鉄道駅などに罪人と罪状を貼り出して裁判日時を周知させるという。裁判で死刑判決が下るとその場で被告は口に猿轡をはめられ、身動きができないように縛られ、社会安全部の射撃手によって銃殺されたという。
1989年に脱北した金善日は公開処刑を2度見ており、最初は1980年の南浦市で高等中学3年時、2度目は1988年、軍では場所は江原道平康郡であった。前者は学校の友人の母親と8名の銃殺が公開された。友人の母親の罪状は「不正貸出および未償還罪」で、銀行を勤める友人を通じて賄賂を駆使しながら借金し続け、それを返済せずにいたという物であった。刑場は黒山の人だかりで、裁判官が「着服した国家の金はこれまでで2番目に多い」と言うと、群衆は「そんな女は殺すべきだ」「殺せ」という怒号が沸き起こったという。後者では時計を奪う目的で同志を射殺した囚人が「罪を認めるか」という軍の法務官の質問に「認めます」と答えると、囚人を棒杭に立たせ、首、胸、腹、太もも、足首の5か所をロープで縛り付け、3人の狙撃手が3発ずつ計9発撃ち、銃弾は囚人の首部分に集中して首が前に折れた。地面に掘っておいた穴に死体を投げ入れて死刑が終了した。
延辺朝鮮族自治州出身で中朝国境をまたいで行商をしていた中国籍の李蓮花（仮名）も1988年に咸鏡北道茂山郡にて公開処刑の場面を目撃した。「南朝鮮（韓国）の歌をギターで弾き語りしている」と周囲に噂の立った青年が、噂を言いふらしたのが友人であると疑い、口論になって相手を殺害し、殺人罪となった。多くの人が集められ、タオルで猿轡をされた青年は大きな木枝にロープで首をくくられ、1人の警官が得意満面の顔でロープを引いて首を絞め、青年は40分間苦しんで息絶えた。青年の家は警察によって一斉包囲され、彼の家族は屋内に軟禁されたという。
北朝鮮に拉致された崔銀姫に、ある映画人が語った話では、1981年に映画関係者に集合命令が出され、所定場所に集まったが、どこに何をしに行くのかわからないまま数十台のバスに乗せられて郊外の射撃場の観覧席に連れて行かれた。そこでは心中事件で生き残ったということを理由に禹仁姫（金正日の愛人）の処刑が行われ、数十発の銃弾が打ち込まれた。脱北した元喜び組のダンサーが実際にこの処刑を見せられたという証言がある。
2007年10月に韓国の援助団体であるグッドフレンズの報告によると、工場の地下室に設置された13台の電話機から国際電話をかけられたA（平壌南部の工場長）が、15万人の観衆の前で銃撃隊によって公開処刑されたといい、観客が去った後他の6名も処刑されたという。
2011年には韓国から飛んできた宣伝チラシを取り扱ったという罪状により、500人の観衆の前で2人が処刑された。
2013年11月3日に元山・清津・沙里院・平城などにて、韓国の映画鑑賞・ポルノ鑑賞・聖書所持の罪状により、約80名が処刑された12月13日に張成沢（金正恩の叔父、金正日の妹婿）の死刑執行が発表された。
2018年から2020年までは非公開死刑が増えていたことが指摘されている。
2019年には金正恩の三池淵市訪問の情報を漏えいした者が死刑となった。
2020年には国が定めた苗木を許可なく取り除き、トウモロコシに転作した地方森林管理事務所長や、原材料・物資購入手段において現金から国債への変更を拒否した実業家が死刑となった。
2020年から2021年の間に新型コロナ感染症に関する規制に違反した者が死刑となった。
2021年に入ってからは2020年12月に成立した「反動思想文化排撃法」によって、韓流流布に対して簡単に死刑判決が下るようになり、公開処刑が再増加している。
その後、スイスのジュネーブで2024年11月7日に行われた国連人権理事会のUPR（普遍的・定期的審査）で、北朝鮮中央裁判所のパク・クァンホ局長は、死刑執行について基本的に非公開で行いつつも、例外で公開処刑を行う発言をし、公式に公開処刑を行うことを認めた。認めた後の同年12月より、地方政府の判断による公開処刑の容認を改め、中央の司法機関の包括的な批准と強化された審議を必ず経た上で処刑の公開の有無を行う方針となった。

## 推定死刑執行数
非公開死刑執行された者の罪状で最も多いのが政治犯の48.6％であり、次いで刑事犯は29.6％、物資の横流しなどの経済犯は3.0％。